# 利韦丹
利韦丹（法語：Liverdun，法語發音：[livɛʁdœ̃]）是法国默尔特-摩泽尔省的一个市镇，位于该省南部，摩泽尔河左岸，属于图勒区。

## 地理
利韦丹（48°45'1"N, 6°3'43"E）面积25.23 平方千米，位于法国大東部大區默尔特-摩泽尔省，该省份为法国东北部内陆省份，是洛林的一部分，北邻比利时、卢森堡，北起顺时针与摩泽尔省、下莱茵省、孚日省和默兹省接壤。
与利韦丹接壤的市镇（或旧市镇、城区）包括：安日赖、尚皮尼厄勒、弗鲁阿尔、雅永、马尔巴什、蓬佩、罗西耶尔昂艾、赛兹赖、维莱圣艾蒂安、布瓦德艾。
利韦丹的时区为UTC+01:00、UTC+02:00（夏令时）。

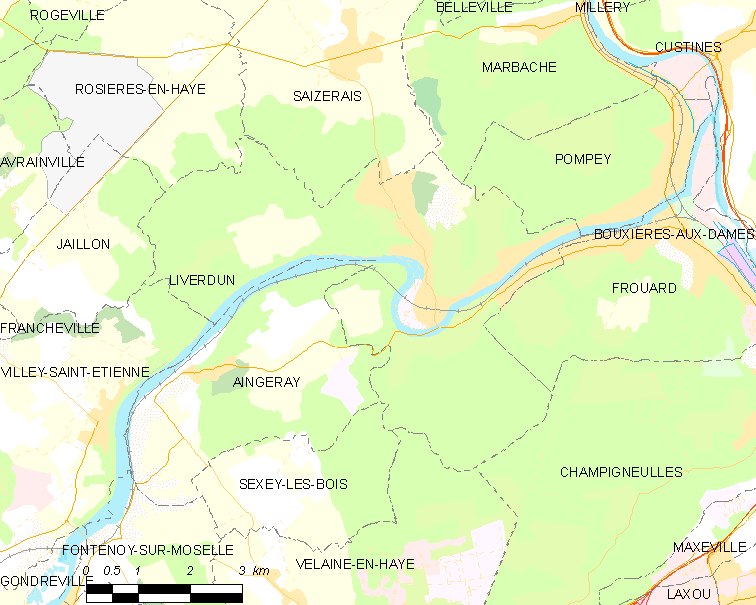
利韦丹的OSM定位图

## 行政
利韦丹的邮政编码为54460，INSEE市镇编码为54318。

## 政治
利韦丹所属的省级选区为北图卢瓦县，同时利韦丹也是该县的中央投票站所在地。

## 人口

1962-2008年间利韦丹人口变化图示

利韦丹于2022年1月1日时的人口数量为5656人。